# Philodromus vulpio
Philodromus vulpio es una especie de araña cangrejo del género Philodromus, familia Philodromidae. Fue descrita científicamente por Simon en 1910.

## Distribución
Esta especie se encuentra en Sudáfrica.